# Emery (Wisconsin)
Emery es un pueblo ubicado en el condado de Price en el estado estadounidense de Wisconsin. En el Censo de 2010 tenía una población de 297 habitantes y una densidad poblacional de 1,06 personas por km².

## Geografía
Emery se encuentra ubicado en las coordenadas 45°43′50″N 90°9′2″O / 45.73056, -90.15056. Según la Oficina del Censo de los Estados Unidos, Emery tiene una superficie total de 280.12 km², de la cual 279.88 km² corresponden a tierra firme y (0.08%) 0.24 km² es agua.

## Demografía
Según el censo de 2010, había 297 personas residiendo en Emery. La densidad de población era de 1,06 hab./km². De los 297 habitantes, Emery estaba compuesto por el 97.64% blancos, el 0.34% eran afroamericanos, el 0% eran amerindios, el 0.34% eran asiáticos, el 0% eran isleños del Pacífico, el 0.34% eran de otras razas y el 1.35% pertenecían a dos o más razas. Del total de la población el 2.02% eran hispanos o latinos de cualquier raza.